# Kurt Rydl
Kurt Rydl (Vienna, 8 ottobre 1947) è un basso profondo austriaco.

## Biografia
Rydl ha studiato all'Università per la musica e le arti interpretative di Vienna e al Conservatorio di Mosca. Ha vinto numerosi premi in diversi concorsi. Rydl è ospite in molti importanti festival, tra cui a Bayreuth, Schwetzingen, Salzburg, Bregenz, Firenze, Verona, Monaco e Glyndebourne. Il suo repertorio operistico comprende più di 80 ruoli in opere tedesche, italiane, francesi, russe e ceche, in particolare il suo ruolo di basso di coloratura come Osmin ne Il ratto dal serraglio di Mozart. Il suo repertorio concertistico spazia da Mozart a Penderecki, da Beethoven a Mahler.

## Debutto e repertorio
Ha debuttato nel 1976 all'Opera di Stato di Vienna come Ferrando (Il trovatore). Da lì ha continuato cantando Colline (La bohème), Pimen (Boris Godunov), Il Grande Inquisitore (Don Carlo), Commendatore (Don Giovanni), Osmin (Il ratto dal serraglio), Rocco (Fidelio), Daland (L'olandese volante), Roger (Jérusalem), Re Enrico (Lohengrin), Raimondo (Lucia di Lammermoor), Geronte (Manon Lescaut), Talbot (Maria Stuarda), Veit Pogner (I maestri cantori di Norimberga), Bartolo (Il barbiere di Siviglia), Titurel e Gurnemanz (Parsifal), Sparafucile (Rigoletto), Fasolt (L'oro del Reno), Hunding (La Valchiria), Fafner (Sigfrido), Hagen (Il crepuscolo degli dei), Ochs (Il cavaliere della rosa) Morosus (La donna silenziosa), Landgraf (Tannhäuser), Claggart (Billy Budd) e Sarastro (Il flauto magico).
Rydl ha studiato negli Stati Uniti come studente di cambio e parla correntemente l'inglese.
| Ruolo                    | Titolo                               | Autore             |
| ------------------------ | ------------------------------------ | ------------------ |
| Rocco                    | Fidelio                              | Beethoven          |
| Capellio                 | I Capuleti e i Montecchi             | Bellini            |
| Oroveso                  | Norma                                | Bellini            |
| Un atleta                | Lulu                                 | Berg               |
| Narbal                   | Les Troyens                          | Berlioz            |
| Zuniga                   | Carmen                               | Bizet              |
| Mefistofele              | Mefistofele                          | Boito              |
| Claggart                 | Billy Budd                           | Britten            |
| Raimondo Bidebent        | Lucia di Lammermoor                  | Donizetti          |
| Giorgio Talbot           | Maria Stuarda                        | Donizetti          |
| Marchese di Boisfleury   | Linda di Chamounix                   | Donizetti          |
| Gran Sacerdote di Apollo | Alceste                              | Gluck              |
| Mephistophèle            | Faust                                | Gounod             |
| Frère Laurent            | Roméo et Juliette                    | Gounod             |
| Van Bett                 | Zar und Zimmermann                   | Lortzing           |
| Conte Des Grieux         | Manon                                | Massenet           |
| Phanuel                  | Hérodiade                            | Massenet           |
| Archibald                | L'amore dei tre re                   | Montemezzi         |
| Osmin                    | Die Entführung aus dem Serail        | Mozart             |
| Figaro                   | Le nozze di Figaro                   | Mozart             |
| Commendatore             | Don Giovanni                         | Mozart             |
| Publio                   | La clemenza di Tito                  | Mozart             |
| Sarastro                 | Die Zauberflöte                      | Mozart             |
| Pimenm                   | Boris Godunov                        | Musorgskij         |
| Coppelius                | Les contes d'Hoffmann                | Offenbach          |
| Alvise Badoero           | La Gioconda                          | Ponchielli         |
| Geronte di Ravoir        | Manon Lescaut                        | Puccini            |
| Colline                  | La bohème                            | Puccini            |
| Zio Bonzo                | Madama Butterfly                     | Puccini            |
| Timur                    | Turandot                             | Puccini            |
| Don Bartolo Don Basilio  | Il barbiere di Siviglia              | Rossini            |
| Vecchio ebreo            | Samson et Dalila                     | Saint-Saëns        |
| Boris Timofeevič         | Lady Macbeth del distretto di Mcensk | Šostakovič         |
| Frank                    | Die Fledermaus                       | Strauss II, Johann |
| Quinto ebreo             | Salomè                               | Strauss, Richard   |
| Barone Ochs              | Der Rosenkavalier                    | Strauss, Richard   |
| Truffaldino              | Ariadne auf Naxos                    | Strauss, Richard   |
| Conte Waldner            | Arabella                             | Strauss, Richard   |
| Morosus                  | Die schweigsame Frau                 | Strauss, Richard   |
| La Roche                 | Capriccio                            | Strauss, Richard   |
| Gran Sacerdote           | Nabucco                              | Verdi              |
| Attila                   | Attila                               | Verdi              |
| Banco                    | Macbeth                              | Verdi              |
| Roger                    | Jérusalem                            | Verdi              |
| Wurm                     | Luisa Miller                         | Verdi              |
| Sparafucile              | Rigoletto                            | Verdi              |
| Ferrando                 | Il trovatore                         | Verdi              |
| Marchese d'Obigny        | La traviata                          | Verdi              |
| Giovanni da Procida      | I vespri siciliani                   | Verdi              |
| Jacopo Fiesco            | Simon Boccanegra                     | Verdi              |
| Silvano                  | Un ballo in maschera                 | Verdi              |
| Frate guardiano          | La forza del destino                 | Verdi              |
| Grande Inquisitore       | Don Carlo                            | Verdi              |
| Ramfis                   | Aida                                 | Verdi              |
| Lodovico                 | Otello                               | Verdi              |
| Daland                   | Der fliegende Holländer              | Wagner             |
| Landgraf                 | Tannhäuser                           | Wagner             |
| Re Enrico                | Lohengrin                            | Wagner             |
| Fasolt Fafner            | Das Rheingold                        | Wagner             |
| Hunding                  | Die Walküre                          | Wagner             |
| Re Marke                 | Tristan und Isotte                   | Wagner             |
| Veit Pogner              | Die Meistersinger von Nürnberg       | Wagner             |
| Fafner                   | Sigfried                             | Wagner             |
| Hagen                    | Götterdämmerung                      | Wagner             |
| Gurnemanz Titurel        | Parsifal                             | Wagner             |
| Kuno                     | Die Freischütz                       | Weber              |

## Premi ed onorificenze
Nel 1996 è stato nominato Cantante da camera austriaco e nel 1999 è diventato membro onorario della Wiener Staatsoper. Rydl ha ricevuto la Medaglia austriaca di prima classe per le scienze e per le arti nel 2001.
Nel 2016 è stato insignito del Grand Prix de la Culture a Vienna in occasione del suo 40º anniversario con l'Opera di Stato di Vienna.